# 東大手駅
東大手駅（ひがしおおてえき）は、愛知県名古屋市中区三の丸四丁目にある名鉄瀬戸線の駅。駅番号はST02。

## 歴史
明治末期に開業した東大手駅は太平洋戦争中合理化を図って駅の統廃合が実施された時、営業休止となった。
1976年（昭和51年）2月15日、瀬戸線の栄町乗り入れ工事開始に伴い、休止中の当駅より堀川駅までの区間が廃止された。この時、一時的に東大手駅の北隣駅である土居下駅が移設され、営業区間の暫定終点として機能した。
1978年（昭和53年）8月20日、栄町乗り入れ工事の完成により東大手 - 栄町間が開業し、同時に土居下駅が廃止された。東大手駅は大津町駅を代替する急行停車駅として34年ぶりに復活し、今日に至っている。

### 年表
- 1910年（明治43年）10月1日 - 地上駅として開業。場所は2つの清水橋（西行と東行）の間にあった。
- 1943年（昭和18年）10月以前 - 清水橋のガントレット（大手信号所[4]）が解消される[5]。
- 1944年（昭和19年） - 休止。
- 1978年（昭和53年）8月20日 - 栄町駅乗り入れに伴い地下駅として移転・再開。再開時には自動改札機を設置。
- 1985年（昭和60年）4月1日 - 構内禁煙実施[6]。
- 2006年（平成18年）12月16日 - トランパス対応開始。
- 2011年（平成23年）2月11日 - manaca導入。
- 2012年（平成24年）2月29日 - トランパス供用終了。
- 2016年（平成28年）8月1日 - バリアフリー化工事開始。
- 2017年（平成29年）3月25日 - バリアフリー化工事完了。

## 駅構造
相対式2面2線のホームを持つ地下駅である。正確には栄町地下トンネルの途中にある駅となる。終日駅員配置駅。
特別史跡に指定されている名古屋城の外堀の地下に駅の施設の大半が整備されている。そのため、地下駅開業当初予定した場所にエレベーターを設置できなかった。
2016年（平成28年）から2017年（平成29年）にかけて行われたバリアフリー化工事で、開業当時からの古く薄暗い姿は一新され、エレベーター、車椅子用階段昇降機などのバリアフリー設備が設置された。また、改札口と各ホームにはLED式の列車案内が設置され、自動放送も導入された。
駅出入口は2ヶ所あり、いずれも東区三の丸四丁目所在となる。改札口は1ヶ所のみで、上りホームに直接つながっているが、下りホームへは階段を利用する。出入口と改札口との間にはエレベーターが、下りホームへの階段には車椅子用階段昇降機が設置されている。
自動改札機は、南隣の栄町駅とともに名鉄では最も早くに設置されている。
| 番線 | 路線      | 方向 | 行先         |
| ---- | --------- | ---- | ------------ |
| 1    | ST 瀬戸線 | 下り | 尾張瀬戸方面 |
| 2    | ST 瀬戸線 | 上り | 栄町ゆき     |

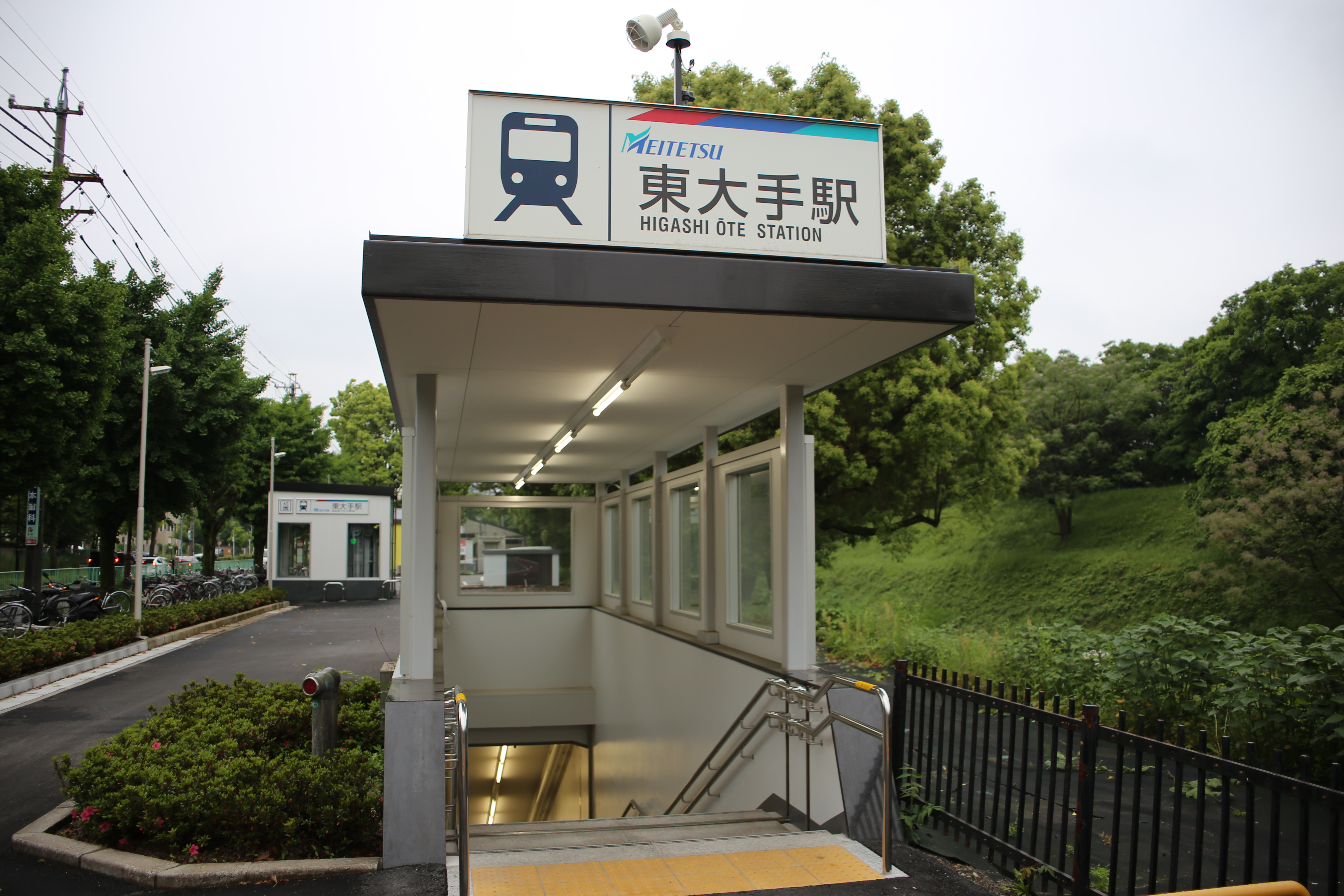
北出口 （奥に見えるのが新設された エレベータ専用口）
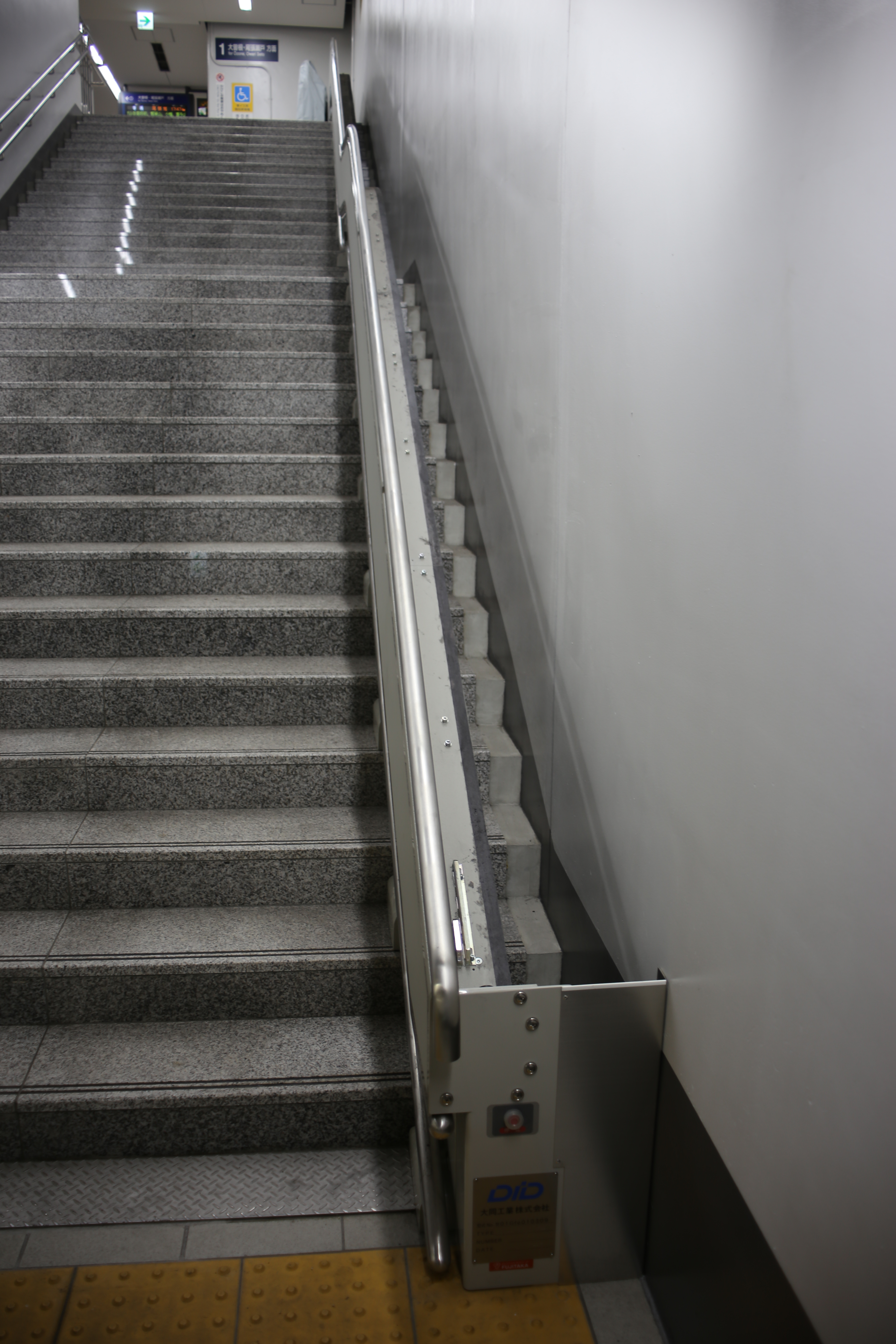
階段昇降機
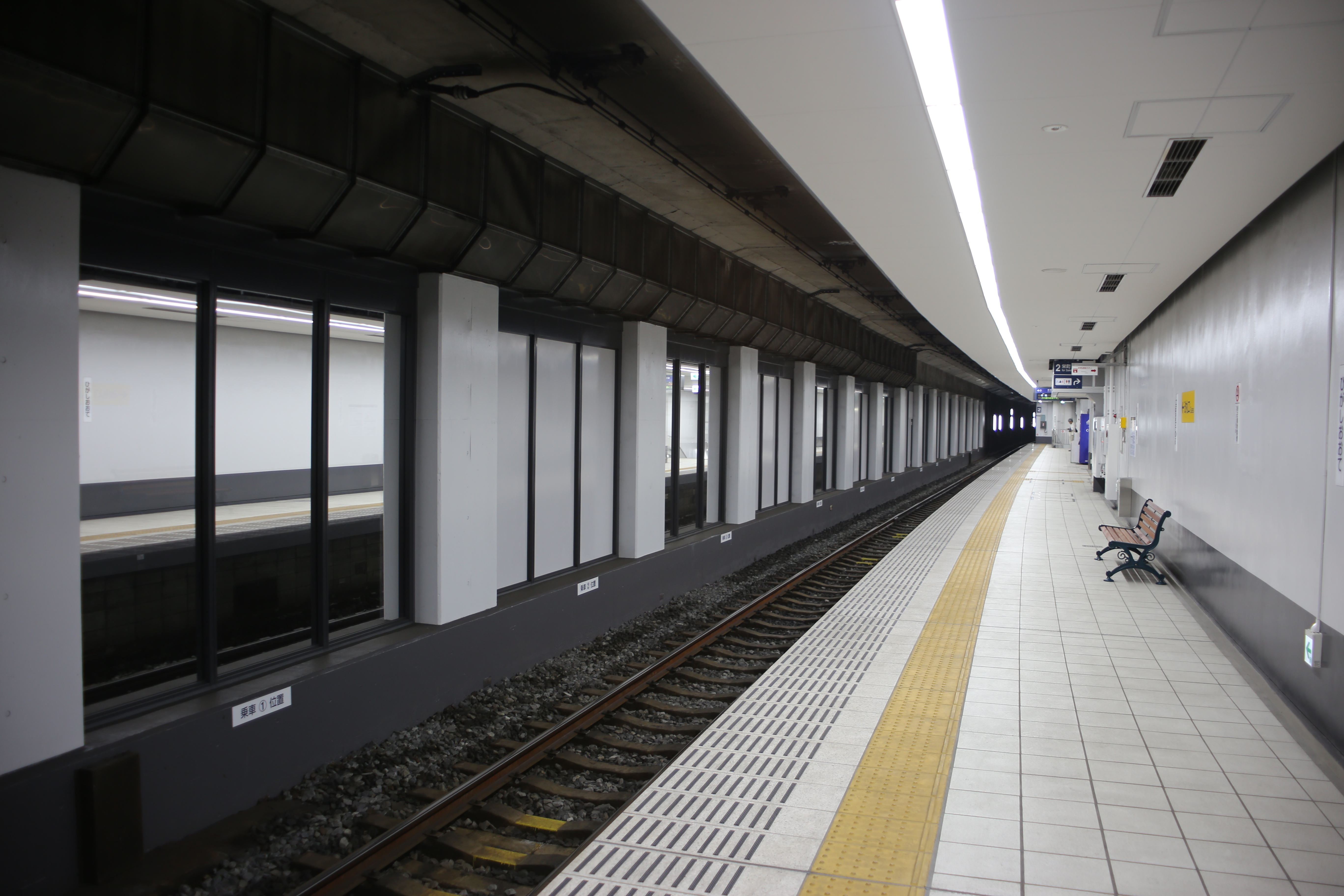
ホーム （栄町方面）
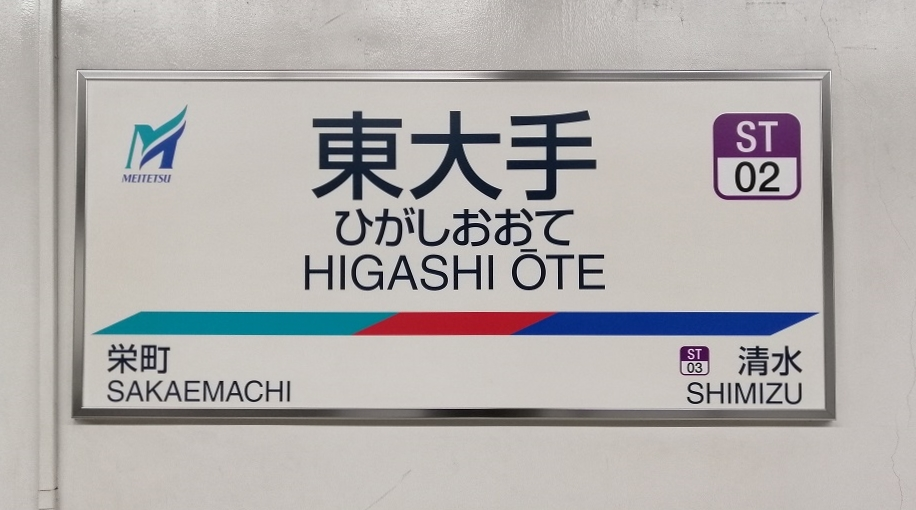
駅名標

### 配線図
| ← 大曽根・ 尾張瀬戸方面 | 東大手駅 構内配線略図 | → 栄町駅 |
| 凡例 出典:              |                       |          |

## 利用状況
利用者のほとんどが尾張瀬戸方面への乗客である。他の名鉄の路線との接続がなく、名古屋市営地下鉄名城線の名古屋城駅や名古屋市営バス（基幹バスを含む）の市役所バス停などに近いため、当駅から栄町への乗客は極めて少ない（ただし栄町までの運賃は市バスや地下鉄より安く、所要時間も短い）。朝夕は県庁や名古屋市役所などへの通勤客や明和高校へ通学する高校生などで賑わう。日中の利用客は少ない。
- 「移動等円滑化取組報告書」によれば、2020年度の1日平均乗降人員は3,705人である[9]。
- 『名鉄120年：近20年のあゆみ』によると、2013年度当時の一日平均乗降人員は3,721人。この値は名鉄全駅（275駅）中115位、瀬戸線（20駅）中14位であった[10]。
- 『名古屋鉄道百年史』によると、1992年度当時の一日平均乗降人員は4,683人。この値は岐阜市内線均一運賃区間内各駅（岐阜市内線・田神線・美濃町線徹明町駅 - 琴塚駅間）を除く名鉄全駅（342駅）中99位、瀬戸線（19駅）中13位であった[11]。
- 愛知県の統計によると、2005年度の一日平均乗降人員は4,064人。瀬戸線の駅では20駅中14位であった。なお、4年後の2009年の一日平均乗車人員は1,754人であった（降車人員を含まず。名古屋市による統計）。

## 駅周辺

### 主な施設
| - 名古屋城 - 愛知県庁 - 名古屋市役所 - 愛知県立明和高等学校 - 国立病院機構名古屋医療センター - 愛知三の丸クリニック - 名古屋市市政資料館 - 名古屋拘置所 - 東海総合通信局 | - 名古屋矯正管区 - 名古屋北労働基準監督署 - 愛知県女性総合センター（ウィルあいち） - 七尾天神社 - 名古屋高等検察庁 - 愛知学院大学 名城公園キャンパス - 名古屋学芸大学 名城前医療キャンパス - 出来町通（愛知県道215号田籾名古屋線） - 名古屋城駅（名古屋市営地下鉄名城線） |

### バス路線
最寄りのバス停は「明和高校前」。名古屋市営バス（名古屋市交通局）の名駅14号系統（名古屋駅 - 大曽根）が毎時1本程度走っている。東大手の名前は使われていない。
名古屋市営バス・名鉄バスの「市役所」バス停にも比較的近い（ただし名鉄バス車内で瀬戸線への乗換案内は行っていない）。manacaを利用して瀬戸線と名鉄バス（同じ基幹バスでも市バスは対象外）を乗り継ぐと、条件を満たせば乗継割引が適用される。

## 隣の駅
名古屋鉄道（名鉄）
ST 瀬戸線
■急行・■準急
栄町駅（ST01） - 東大手駅（ST02） - 大曽根駅（ST06）
■普通
栄町駅（ST01） - 東大手駅（ST02） - 清水駅（ST03）
1944年（昭和19年）の休止当時
瀬戸線
大津町駅 - 東大手駅 - 土居下駅
1941年（昭和16年）まで大津町 - 東大手間に久屋駅が存在した。